# Gottfried Kirberg
Johann Gottfried Kirberg (* 8. Januar 1793 in Duisburg; † 3. September 1849 in Lennep) war ein deutscher Wollhändler und Politiker.

## Leben
Kirberg war der Sohn des Kaufmanns Johann Wilhelm Kirberg und dessen Ehefrau Maria Sybille Wilhelmine geborene Schlickum. Er war reformierter Konfession und heiratete am 21. September 1816 in Remscheid Johanna Röllinghoff (getauft 17. Dezember 1797 in Halsten; † 5. September 1849 in Lennep).
Kirberg war Wollhändler in Lennep. Er war Präsident des Komitees zum Bau der Eisenbahnlinie Barmen-Lennep-Köln. Von 1840 bis 1849 war er Präsident der Handelskammer Lennep. 1842 wurde er zum Kommerzienrat ernannt.
1845 wurde er für den Stand der Städte und die Städte Lennep, Ronsdorf, Lüttringhausen, Radevormwald, Burg, Hückeswagen, Wermelskirchen in den Provinziallandtag der Rheinprovinz gewählt. 1847 war er Mitglied des Ersten und 1848 des Zweiten Vereinigten Landtags.